# Veronica Falcón
Veronica Falcón (Città del Messico, 8 agosto 1966) è un'attrice e coreografa messicana.

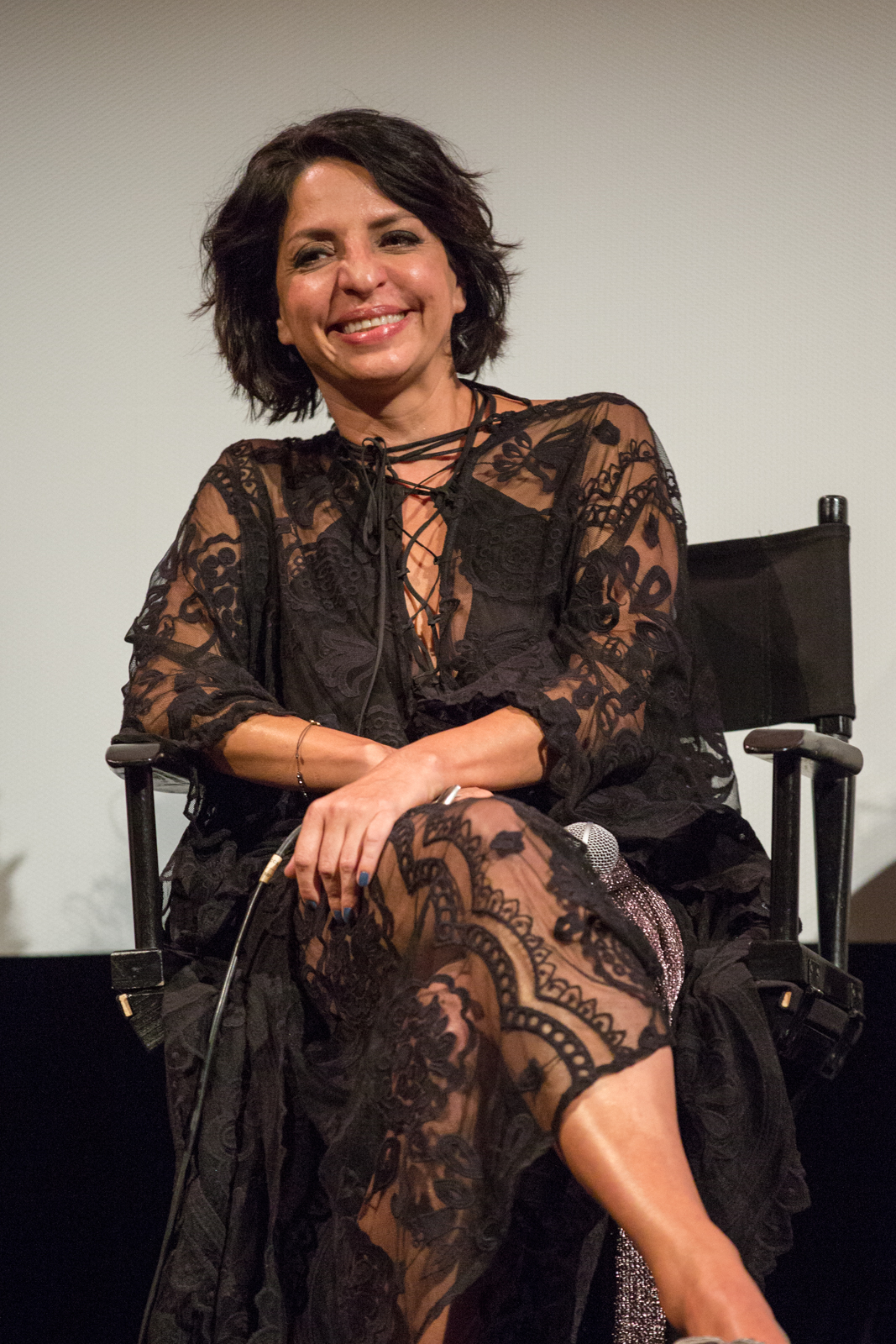
Veronica al ATX Television Festival nel 2016 per la presentazione di Regina del Sud

È principalmente conosciuta a livello internazionale per aver interpretato Camila Vargas nella serie televisiva Regina del Sud (Queen of the South) e per aver interpretato Lupe nel reboot di Perry Mason del 2020.

## Biografia
Veronica è nata l'8 agosto 1966 a Città del Messico. Nonostante la forte disapprovazione da parte della sua famiglia, Veronica entrò nel mondo dello spettacolo, trovando successo come coreografa lavorando all'Opera Nazionale del Messico e come attrice per la televisione e nei grandi schermi messicani. In Messico è considerata una delle migliori coreografe di sempre e una delle più brave attrici messicane. Nel 2016, all'età di 50 anni, Veronica decise di rischiare rinunciando a una carriera consolidata in Messico per proseguire il lavoro di attrice negli Stati Uniti. L'attrice ha anche ammesso che in Messico è molto difficile trovare dei ruoli femminili ben creati, come quello di Camila Vargas e di Lupe Gibbs.

### Carriera
La Falcón è la prima attrice di origine messicana ad aver ottenuto un ruolo da protagonista in una serie televisiva drammatica statunitense. Dal 2016 al 2018, ha infatti recitato nel ruolo di Camila Vargas in tre stagioni della serie statunitense Regina del Sud. Nel 2019, Veronica ha interpretato Clara in otto episodi della serie televisiva thriller neo-noir di Steven Conrad, Perpetual Grace, LTD assieme a Sir Ben Kingsley e Luis Guzmán. Nel 2020 ha invece recitato nel ruolo di Marianne Sancar nel film Voyagers al fianco di Colin Farrell e Lily-Rose Depp Nello stesso anno ha recitato in un reboot di Perry Mason prodotto da HBO, in cui interpreta la fiamma amorosa dell'investigatore privato Perry Mason, interpretato da Matthew Rhys. Veronica ha recitato nel film Disney del 2021, Jungle Cruise con Dwayne Johnson e Jesse Plemons.

## Filmografia

### Cinema
- Nel cuore della città - Midaq Alley (El Callejón de los Milagros), regia di Jorge Fons (1995)
- Hasta el viento tiene miedo, regia di Gustavo Moheno (2007)
- Not Forgotten, regia di Dror Soref (2009)
- Te presento a Laura, regia di Fez Noriega (2010)
- Dar y Recibir, regia di Rodrigo Oviedo - cortometraggio (2010)
- Invocación, regia di Anwar Safa - cortometraggio (2010)
- Salvando al Soldado Pérez, regia di Beto Gómez (2011)
- Días de gracia, regia di Everardo Gout (2011)
- Aquí entre nos, regia di Patricia Martínez de Velasco (2011)
- Canela, regia di Jordi Mariscal (2012)
- Besos de Azúcar, regia di Carlos Cuarón (2013)
- Mirar atrás, regia di Maria Fernanda Galindo - cortometraggio (2013)
- El edificio, regia di Ulises Puga (2013)
- Eddie Reynolds y Los Ángeles de Acero, regia di Gustavo Moheno (2014)
- Tiempos Felices, regia di Luis Javier Henaine (2014)
- Una última y nos vamos, regia di Noé Santillán-López (2015)
- Un mostro dalle mille teste (Un monstruo de mil cabezas), regia di Rodrigo Plá (2015)
- Los Herederos, regia di Jorge Hernandez Aldana (2015)
- Busco novio para mi mujer, regia di Enrique Begné (2016)
- Haymaker, regia di Nick Sasso (2021)
- Voyagers, regia di Neil Burger (2021)
- La notte del giudizio per sempre (The Forever Purge), regia di Everardo Gout (2021)
- Jungle Cruise, regia di Jaume Collet-Serra (2021)
- Aristotle e Dante scoprono i segreti dell'universo (Aristotle and Dante Discover the Secrets of the Universe), regia di Aitch Alberto (2022)
- Imaginary, regia di Jeff Wadlow (2024)

### Televisione
- Salsaerobics – serie TV (1995)
- Banda Max – serie TV (1996)
- Ritmoson (Are Rythem) – (1996)
- Operación Triunfo – telenovela (2002)
- Clap!... El lugar de tus sueños – serie TV, 1 episodio (2003)
- Desde Gayola – commedia, 6 episodi (2005)
- Palabra de mujer  – soap opera, episodio 1x39 (2007)
- El Pantera – serie TV, 1 episodio (2007)
- Trece miedos – serie TV, episodio 1x08 (2007)
- Que show con Alejandra Bogue – serie TV (2008-2010)
- Vecinos – soap opera, 2 episodi (2008)
- Banged Up Abroad – documentario, episodio 1x01 (2008)
- Hermanos y detectives – serie TV, 2 episodi (2009)
- The Disorderly Maids of the Neighborhood – serie TV, 1 episodio (2009)
- Central de abasto – serie TV, episodio 1x01 (2009)
- Los Minondo – serie TV, 5 episodi (2009)
- La rosa de Guadalupe – telenovela, 5 episodi (2008-2011)
- Sábado gigante – serie TV, episodio 12x01 (2011)
- Capadocia – serie TV, 13 episodi (2012)
- Paramedicos – serie TV, episodio 1x13 (2012)
- La familia P. Luche – sitcom, episodio 3x13 (2012)
- Estado de Gracia – miniserie televisiva, 1 episodio (2012)
- Sr. Ávila – serie TV, 6 episodi (2013-2014)
- El Capitán Camacho – serie TV, 26 episodi (2015)
- El Señor de los Cielos – telenovela, 7 episodi (2015)
- American Latino TV – programma televisivo, episodio 15x01 (2016)
- The Zoo – talk show, episodio 1x28 (2016)
- Noches con Platanito  – programma televisivo, 7 episodi (2016)
- Room 104  – serie TV, episodio 1x09 (2017)
- Celebrity Page – talk show, episodio 2x257
- Regina del Sud – serie TV, 39 episodi (2016-2018) – Camila Vargas
- Perpetual Grace, LTD – serie TV, 8 episodi (2019)
- Why Women Kill - serie TV, 9 episodi (2019)
- Perry Mason – serie TV, 7 episodi (2020-2023)
- The Falcon and the Winter Soldier – miniserie TV, 2 puntate (2021)
- Mr. Corman - serie TV, episodio 1x01-1x07 (2021)
- Ozark - serie TV, 6 episodi (2022)
- 9-1-1 - serie TV, episodi 7x9 e 8x4 (2024)

## Doppiatrici italiane
Nelle versioni in italiano delle opere in cui ha recitato, Veronica Falcón è stata doppiata da:
- Irene Di Valmo in Regina del Sud, Ozark
- Ilaria Latini in Perry Mason
- Emanuela Baroni in Jungle Cruise
- Cinzia De Carolis in A Million Miles Away
- Francesca Fiorentini in Imaginary
- Patrizia Burul in 9-1-1

## Riconoscimenti
- Nel 2014, Veronica è stato nominata dalla Film Mexican Journalists Association (Asociación de Periodistas Cinematográficos de México) per il premio Diosas de Plata (Dee d'Argento) come migliore attrice non protagonista per il ruolo di La Diabla nel film del 2013 Besos de Azúcar.[1]
- Nel 2019, è stata premiata per l'interpretazione di Camila Vargas nella serie televisiva Queen of the South, ai ventiduesimi Annual NHMC Impact Awards Gala presso il Regent Beverly Wilshire Hotel, a Beverly Hills, in California.